# Xysticus thessalicoides
Xysticus thessalicoides là một loài nhện trong họ Thomisidae.
Loài này thuộc chi Xysticus. Xysticus thessalicoides được Jörg Wunderlich miêu tả năm 1995.